# Ангальт-Дорнбург
Ангальт-Дорнбург (нем. Anhalt-Dornburg) — немецкое княжество, существовавшее в период 1667—1742 годов и принадлежавшее роду Асканиев. Образовалось путём выделения из княжества Ангальт-Цербст наследственных владений.
Княжество было создано в 1667 году со столицей в Дорнбурге, совместно с княжеством Ангальт-Мюлинген, после смерти князя Ангальт-Цербстского Иоганна VI для его младших сыновей. Княжество существовало до 1742 года, когда князья Кристиан Август и Иоганн Людвиг II унаследовали княжество Ангальт-Цербст, после смерти их двоюродного брата, бездетного князя Иоганна Августа.

## Князья Ангальт-Дорнбурга
- 1667—1704 годы — Иоганн Людвиг I
- 1704—1742 годы — Иоганн Людвиг II
- 1704—1709 годы — Иоганн Август (совместно)
- 1704—1710 годы — Кристиан Людвиг (совместно)
- 1704—1742 годы — Иоганн Фредерик (совместно)
- 1704—1742 годы — Кристиан Август (совместно)